# Liste der Naturdenkmäler in Rodeneck
Die Liste der Naturdenkmäler in Rodeneck (italienisch Rodengo) enthält die sieben als Naturdenkmal ausgewiesene Objekte auf dem Gebiet der Gemeinde Rodeneck in Südtirol.
Basis ist das im Internet einsehbare offizielle Verzeichnis der Naturdenkmäler in Südtirol (Stand: 23. Januar 2015). Dabei kann es sich um botanische, geologische oder hydrologische Naturdenkmäler handeln. Die Reihenfolge in dieser Liste orientiert sich an der ID, alternativ ist sie auch nach dem Namen sortierbar.

## Liste
| Foto |                 | Name                       | Standort                     | Beschreibung                              |
| ---- | --------------- | -------------------------- | ---------------------------- | ----------------------------------------- |
| BW   | Datei hochladen | Koflerlacke ID: 076_G01    | 46° 47′ 26″ N, 11° 40′ 10″ O | Hydrologisches Naturdenkmal: Weiher/Teich |
| BW   | Datei hochladen | Langmoos ID: 076_G02       | 46° 47′ 16″ N, 11° 45′ 18″ O | Hydrologisches Naturdenkmal: Feuchtgebiet |
| ja   | Datei hochladen | Ronermoor ID: 076_G03      | 46° 47′ 2″ N, 11° 45′ 16″ O  | Hydrologisches Naturdenkmal: Feuchtgebiet |
| BW   | Datei hochladen | Laiermoos ID: 076_G04      | 46° 46′ 45″ N, 11° 46′ 0″ O  | Hydrologisches Naturdenkmal: Feuchtgebiet |
| ja   | Datei hochladen | Schaufelmoos ID: 076_G05   | 46° 46′ 44″ N, 11° 46′ 21″ O | Hydrologisches Naturdenkmal: Feuchtgebiet |
| BW   | Datei hochladen | Tschuppwaldsee ID: 076_G06 | 46° 46′ 15″ N, 11° 47′ 45″ O | Hydrologisches Naturdenkmal: See          |
| BW   | Datei hochladen | Astmoos ID: 076_G07        | 46° 46′ 1″ N, 11° 47′ 55″ O  | Hydrologisches Naturdenkmal: Feuchtgebiet |

| Foto: | Fotografie des Naturdenkmals. Klicken des Fotos erzeugt eine vergrößerte Ansicht. Daneben finden sich zwei Symbole: |
| ID    | Identifikator bei der Abteilung Natur, Landschaft und Raumentwicklung der Südtiroler Landesverwaltung               |